# Neoathyreus latecavatus
Neoathyreus latecavatus es una especie de coleóptero de la familia Geotrupidae.

## Distribución geográfica
Habita en Ecuador y Colombia.